# 테이트 리버풀
테이트 리버풀(영어: Tate Liverpool)은 잉글랜드 머지사이드주 리버풀에 위치한 미술관이다. 테이트 세인트아이브스, 테이트 브리튼, 테이트 모던과 같이 국립 박물관 네트워크 테이트의 일부이다. 리버풀 항만 재개발 지구인 앨버트 독에 있는 1840년대의 창고를 제임스 스털링이 개조하여 1988년 개설되었다.